# Поклик ззовні
«Поклик ззовні» (англ. The Call from Beyond) — науково-фантастичне оповідання Кліффорда Сімака, вперше опубліковане журналом «Super Science Stories» в травні 1950 року.
Назва відсилає до оповідань Говарда Лавкрафта: «Поклик Ктулху» та «З позамежжя».

## Сюжет
Піраміда з пляшок
Мутант Фредерік Вест втік від переслідувань з Землі, його виказали надзвичайні розумові та організаційні здібності.
Він мав намір долетіти до Плутона і оселитись на покинутій науковій базі.
На Плутоні проводились наукові дослідження по багатьох напрямках, в тому числі: міжзоряного двигуна Хендерсона для польота до Альфи Центавра та чудодійного гормону для розширення людських можливостей. Але 3 роки тому, після повідомлення про вихід з-під контролю експерименту і захоплення бази невідомою істотою, на Плутон був накладений карантин і його охороняв космічний патруль.
Вест приземлився на безіменному супутнику Плутона, де замітив піраміду з пляшок віскі. Там він знайшов і помираючого від алкоголізму Волтера Дарлінга, видатного біолога з бази на Плутоні, що вважався загиблим.
Дарлінг розказав, що вчені бази запроторили його сюди, дозволивши взяти тільки одну річ (він обрав запас віскі).
І попросив Веста повернути на Плутон його ручну позаземну тварину Анабель та порадив попросити Луї Невіна, іншого відомого біолога з бази, показати свою картину.
Біла Співачка
Вест успішно обминув патруль і приземлився біля бази.
Там його зустріли вчені Луї Невін і Бертон Картрайт та багато тварюк подібних на Анабель. Через Анабель вони прийняли його за одного з них і запросили на аристократичну вечерю на якій була присутня Розі — істота подібна на жінку з крилами, фіолетовими очима та покритим хутром обличчям.
Весту вона здалась схожою на Білу Співачку, співачку відому своїм моторошним голосом, начебто, єдиним представником свого виду, знайденим на одній з ближніх планет.
Луї Невін пояснив, що то її сестра Стелла, якій доктор бази Джеймс Белден зробив пластичну операцію на обличчі, і вона разом з ще одним їхнім спільником була відправлела таємно на Землю.
В них немає свідомості і свого погляду на речі, вони співають про те, що відчувають їхні нервові закінчення.
Але вони можуть виконувати деякі прості команди.
Вони є телепатами, які транслюють чужі думки, які слухачі їхнього співу вловлюють і потім сприймають за власні.
Картина
На запитання Картрайта про мету приїзду Веста, той відповів, що хотів би приєднатись до їхньої роботи.
Вчені розповіли, що знайшли місце з новою філософією, концепцією життя та можливість швидкого перетворення людської раси.
І припустили, що Вест теж побував там і підібрав Анабель. Адже колись люди Му та Атлантиди теж змогли знайти його.
Вчені показали Весту пляшку віскі над каміном, яку вони під час роботи над пошуком нового гормону, пообіцяли останній людині не перетвореній цим гормоном.
А також картину, яка була настільки реалістичною наче вікно в інше місце.
Пішовши відпочивати у свою кімнату, Вест почав розмірковувати про почуте:
- чому вчені радіють успіху Стелли і тому, що уряд не знає правди про неї;
- чому вони кажуть про тварюк, що ті проникають не «в», а «крізь».

Його відвідав доктор Джеймс Белден, який впізнав в Анабель ручну тварину Дарлінга і викрив його. Він припустив, що Вест є мисливцем за гормоном Дарлінга і запропонував шукати його вдвох.
В цей момент в кімнату вривається Розі і загризає Белдена. Вест вбиває її з бластера і йде покінчити з вченими.
Проходячи повз картину, він бачить, що вона освітлюється зсередини.
Остання людина
Дорогу Весту перепинив Картрайт з бластером і намагався заставити його допомагати їм, оскільки в них не вистачало людей.
Він розповідає, що в них багато послідовників на інших планетах і вони контактували з ними через Розі, але з часом вони знайдуть собі ще одну подібну істоту.
Можливо Вест їм знадобиться для однієї істоти, настільки жахливої, що страшно називати його ім'я, яка вже забрала у них вченого, щоб використовувати як домашню тварину.
Але в перестрілці Вест вбив Картрайта. І коли він побачив, як Невін біжить всередині картини разом зі тварюками, він спалює її бластером.
Тепер йому залишається тільки виловити залишки тварюк, щоб мати ізольовану забезпечену схованку як він і хотів.
Вважаючи себе останньою людиною, оскільки всі інші піддадутся впливу Білої Співачки, він випиває пляшку віскі з каміна.
У нього одразу ж проявляється абсолютна пам'ять і сім незалежних каналів зору.
Перед ним постає креслення двигуна Хендерсона і він розуміє як полагодити його.
Він піднімає тост за втрачених людей і направляється до корабля.